# Av. Suba Calle 116 (estación)
La estación sencilla Av. Suba - Calle 116, hace parte del sistema de transporte masivo de Bogotá llamado TransMilenio. Se encuentra en las avenidas Suba y Pepe Sierra. Comenzó a prestar sus servicios en 2006.

## Ubicación
La estación está ubicada en el noroccidente de la ciudad, específicamente en la Avenida Suba entre la Avenida de la Constitución y la Avenida Pepe Sierra. Se accede a ella a través de la Avenida Pepe Sierra.
Atiende la demanda de los barrios Santa Rosa, San Nicolás, Puente Largo y sus alrededores.
En las cercanías están la Clínica Shaio, la sede del Canal Caracol, la sede de Movistar Colombia, el Colegio Agustiniano Norte y el concesionario Autoniza.

## Origen del nombre
La estación recibe su nombre por encontrarse justo sobre la Avenida Suba y en cercanía con la calle 116. Antiguamente, la estación recibía el nombre «Shaio», sin embargo, en 2019 se le cambió el nombre a «Av. Suba - Calle 116».

## Historia
El 29 de abril de 2006 fue inaugurada la troncal de la Avenida Suba, que hace parte de la fase dos del sistema TransMilenio. La estación fue remodelada en el año 2009.
El 27 de diciembre de 2014, fue cerrado el vagón 1 de esta estación, para dar nuevas adecuaciones en las infraestructuras para los buses biarticulados. Días más tarde, la estación fue reabierta.
El 29 de enero de 2022, el vagón 1 de esta estación fue intervenido para dar continuidad a los procesos de ampliación en las estaciones del sistema, el 24 de diciembre de este año, el vagón fue reabierto.

## Servicios de la estación

### Servicios troncales
| Tipo                                                    | Rutas al Norte | Rutas al Noroccidente | Rutas al Sur |
| ------------------------------------------------------- | -------------- | --------------------- | ------------ |
| Ruta fácil                                              |                | 7                     | 7            |
| Expresos todos los días todo el día                     |                | C15                   | H15          |
| Expresos lunes a viernes todo el día                    |                | C17                   | H17          |
| Expresos lunes a viernes hora pico de la mañana y tarde |                | C30                   | G30          |
| Expresos lunes a viernes hora pico de la mañana         | B50            |                       |              |
| Expresos lunes a viernes hora pico de la tarde          |                | C50                   |              |
| Expresos sábados de 4:00 a. m. a 3:00 p. m.             |                | C17                   | H17          |
| Expresos sábados de 5:00 a. m. a 3:00 p. m.             |                | C30                   | G30          |

### Esquema
| ← Norte   |         |         |
| Calle 116 | 7C17C50 | C15C30  |
| Puente    | Vagón 2 | Vagón 1 |
| Calle 116 | 7B50H17 | G30H15  |
| Sur →     |         |         |

### Servicios urbanos
Así mismo funcionan las siguientes rutas urbanas del SITP en los costados externos a la estación, circulando por los carriles de tráfico mixto sobre la Avenida Suba, con posibilidad de trasbordo usando la tarjeta TuLlave:
| Código | Sector                | Dirección         | Rutas                 |
| ------ | --------------------- | ----------------- | --------------------- |
| 048A02 | C Avenida Pepe Sierra | Av. Suba - CL 115 | C124C156 599 E44 T795 |
| 045A03 | D Urbanización Morato | Av. Suba - CL 115 | A124G156 599 E44 T795 |

## Ubicación geográfica
| Noroeste: C Humedal Córdoba | Norte: Suba         | Nordeste: Suba      |
| Oeste: Suba                 |                     | Este: B Pepe Sierra |
| Suroeste: Suba              | Sur: C Puente Largo | Sureste: Suba       |